# 24h Le Mans 2011

Tor Circuit de la Sarthe

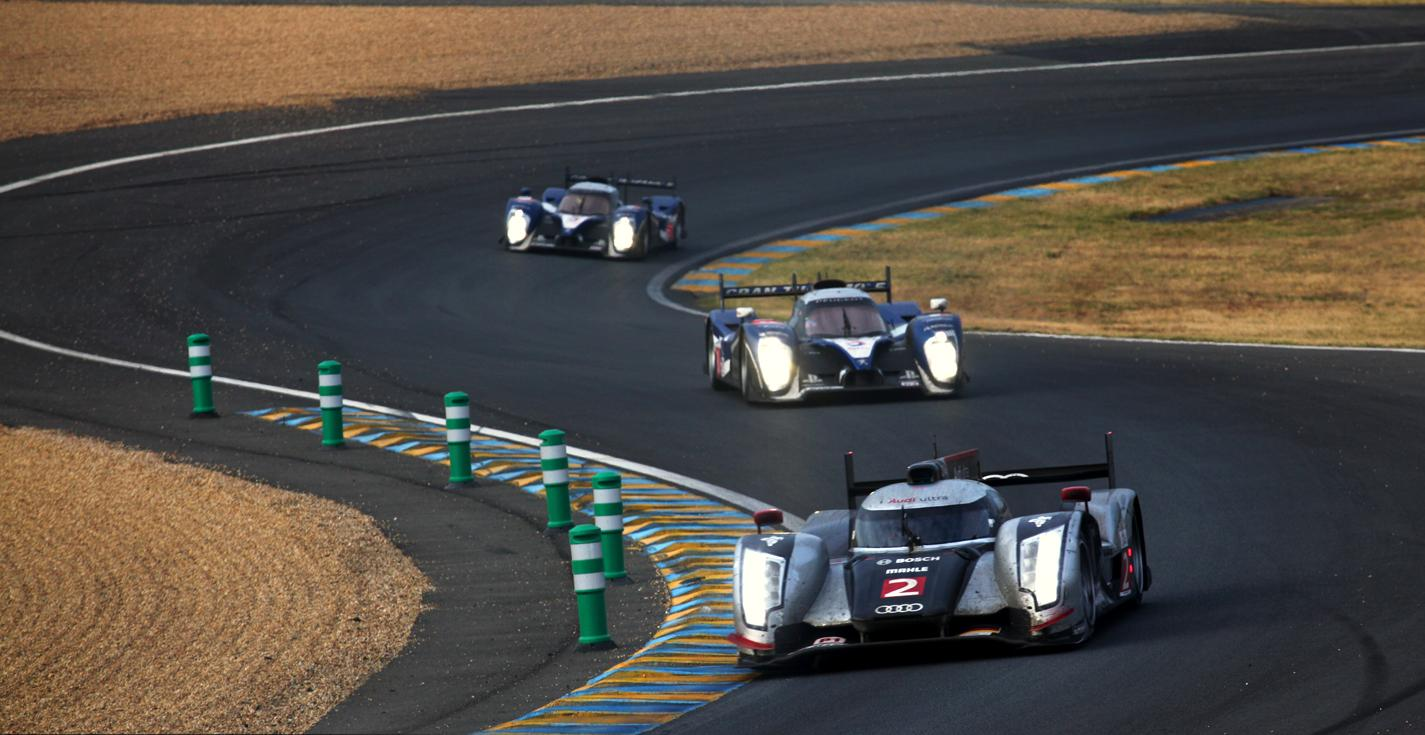
Audi nr 2 na prowadzeniu przed dwoma Peugetami

24h Le Mans 2011 – 24–godzinny wyścig rozegrany na torze Circuit de la Sarthe w dniach 11–12 czerwca 2011 roku. Wyścig ten był rozgrywany w ramach mistrzostw Intercontinental Le Mans Cup.

## Kwalifikacje
Pole position w każdej klasie jest zaznaczone jako pogrubione. Najszybszy czas jest zaznaczony w każdym zgłoszeniu w kolorze szarym.
| Poz. | No. | Zespół                    | Samochód                    | Klasa      | Czas     | Strata  | Grid |
| ---- | --- | ------------------------- | --------------------------- | ---------- | -------- | ------- | ---- |
| 1    | 2   | Audi Sport Team Joest     | Audi R18 TDI                | LMP1       | 3:25.738 |         | 1    |
| 2    | 1   | Audi Sport Team Joest     | Audi R18 TDI                | LMP1       | 3:25.799 | +0.061  | 2    |
| 3    | 9   | Team Peugeot Total        | Peugeot 908                 | LMP1       | 3:26.010 | +0.272  | 3    |
| 4    | 8   | Team Peugeot Total        | Peugeot 908                 | LMP1       | 3:26.156 | +0.418  | 4    |
| 5    | 3   | Audi Sport North America  | Audi R18 TDI                | LMP1       | 3:26.165 | +0.427  | 5    |
| 6    | 7   | Team Peugeot Total        | Peugeot 908                 | LMP1       | 3:26.272 | +0.534  | 6    |
| 7    | 10  | Team Oreca Matmut         | Peugeot 908 HDi FAP         | LMP1       | 3:30.084 | +4.346  | 7    |
| 8    | 12  | Rebellion Racing          | Lola B10/60-Toyota          | LMP1       | 3:32.883 | +7.145  | 8    |
| 9    | 16  | Pescarolo Team            | Pescarolo 01-Judd           | LMP1       | 3:33.066 | +7.328  | 9    |
| 10   | 13  | Rebellion Racing          | Lola B10/60-Toyota          | LMP1       | 3:34.573 | +8.835  | 10   |
| 11   | 15  | OAK Racing                | OAK Pescarolo 01-Judd       | LMP1       | 3:34.933 | +9.195  | 11   |
| 12   | 22  | Kronos Racing             | Lola-Aston Martin B09/60    | LMP1       | 3:36.551 | +10.813 | 12   |
| 13   | 20  | Quifel-ASM Team           | Zytek 09SC                  | LMP1       | 3:37.393 | +11.655 | 13   |
| 14   | 26  | Signatech Nissan          | Oreca 03-Nissan             | LMP2       | 3:41.458 | +15.720 | 14   |
| 15   | 24  | OAK Racing                | OAK Pescarolo 01-Judd       | LMP1       | 3:41.908 | +16.170 | 15   |
| 16   | 42  | Strakka Racing            | HPD ARX-01d                 | LMP2       | 3:42.615 | +16.877 | 16   |
| 17   | 48  | Team Oreca Matmut         | Oreca 03-Nissan             | LMP2       | 3:43.098 | +17.360 | 17   |
| 18   | 39  | Pecom Racing              | Lola B11/40-Judd BMW        | LMP2       | 3:43.223 | +17.485 | 18   |
| 19   | 49  | OAK Racing                | OAK Pescarolo 01-Judd BMW   | LMP2       | 3:43.479 | +17.741 | 19   |
| 20   | 41  | Greaves Motorsport        | Z11SN-Nissan                | LMP2       | 3:43.802 | +18.064 | 20   |
| 21   | 40  | Race Performance          | Oreca 03-Judd BMW           | LMP2       | 3:44.294 | +18.556 | 21   |
| 22   | 007 | Aston Martin Racing       | Aston Martin AMR-One        | LMP1       | 3:45.918 | +20.180 | 22   |
| 23   | 36  | RML                       | HPD ARX-01d                 | LMP2       | 3:47.308 | +21.570 | 23   |
| 24   | 5   | Hope Racing               | Oreca Swiss HY Tech-Hybrid  | LMP1       | 3:47.691 | +21.953 | 24   |
| 25   | 009 | Aston Martin Racing       | Aston Martin AMR-One        | LMP1       | 3:48.355 | +22.617 | 25   |
| 26   | 44  | Extrême Limite AM Paris   | Norma MP200P-Judd BMW       | LMP2       | 3:48.420 | +22.682 | 26   |
| 27   | 35  | OAK Racing                | OAK Pescarolo 01-Judd BMW   | LMP2       | 3:48.665 | +22.927 | 27   |
| 28   | 33  | Level 5 Motorsports       | Lola B08/80-HPD             | LMP2       | 3:48.863 | +23.125 | 28   |
| 29   | 55  | BMW Motorsport            | BMW M3 GT2                  | LM GTE Pro | 3:57.592 | +31.854 | 29   |
| 30   | 51  | AF Corse SRL              | Ferrari 458 Italia GT2      | LM GTE Pro | 3:58.040 | +32.302 | 30   |
| 31   | 56  | BMW Motorsport            | BMW M3 GT2                  | LM GTE Pro | 3:58.426 | +32.688 | 31   |
| 32   | 74  | Corvette Racing           | Chevrolet Corvette C6.R     | LM GTE Pro | 3:59.519 | +33.781 | 32   |
| 33   | 89  | Hankook Team Farnbacher   | Ferrari 458 Italia GT2      | LM GTE Pro | 3:59.519 | +33.781 | 33   |
| 34   | 73  | Corvette Racing           | Chevrolet Corvette C6.R     | LM GTE Pro | 3:59.633 | +33.895 | 34   |
| 35   | 77  | Team Felbermayr-Proton    | Porsche 997 GT3-RSR         | LM GTE Pro | 3:59.662 | +33.924 | 35   |
| 36   | 59  | Luxury Racing             | Ferrari 458 Italia GT2      | LM GTE Pro | 3:59.901 | +34.163 | 36   |
| 37   | 75  | Prospeed Competition      | Porsche 997 GT3-RSR         | LM GTE Pro | 3:59.962 | +34.224 | 37   |
| 38   | 79  | Jota                      | Aston Martin V8 Vantage GT2 | LM GTE Pro | 4:00.747 | +35.009 | 38   |
| 39   | 66  | JMW Motorsport            | Ferrari 458 Italia GT2      | LM GTE Pro | 4:00.890 | +35.152 | 39   |
| 40   | 80  | Flying Lizard Motorsports | Porsche 997 GT3-RSR         | LM GTE Pro | 4:01.024 | +35.286 | 40   |
| 41   | 58  | Luxury Racing             | Ferrari 458 Italia GT2      | LM GTE Pro | 4:01.176 | +35.438 | 41   |
| 42   | 61  | AF Corse SRL              | Ferrari F430 GTE            | LM GTE Am  | 4:01.282 | +35.544 | 42   |
| 43   | 88  | Team Felbermayr-Proton    | Porsche 997 GT3-RSR         | LM GTE Pro | 4:01.752 | +36.014 | 43   |
| 44   | 71  | AF Corse SRL              | Ferrari 458 Italia GT2      | LM GTE Pro | 4:02.216 | +36.478 | 44   |
| 45   | 76  | IMSA Performance Matmut   | Porsche 997 GT3-RSR         | LM GTE Pro | 4:02.548 | +36.810 | 45   |
| 46   | 63  | Proton Competition        | Porsche 997 GT3-RSR         | LM GTE Am  | 4:03.532 | +37.794 | 46   |
| 47   | 81  | Flying Lizard Motorsports | Porsche 997 GT3-RSR         | LM GTE Am  | 4:03.648 | +37.910 | 47   |
| 48   | 70  | Larbre Compétition        | Porsche 997 GT3-RSR         | LM GTE Am  | 4:03.918 | +38.180 | 48   |
| 49   | 83  | JMB Racing                | Ferrari F430 GTE            | LM GTE Am  | 4:04.640 | +38.902 | 49   |
| 50   | 60  | Gulf AMR Middle East      | Aston Martin V8 Vantage GT2 | LM GTE Am  | 4:04.825 | +39.087 | 50   |
| 51   | 57  | Krohn Racing              | Ferrari F430 GTE            | LM GTE Am  | 4:05.211 | +39.473 | 51   |
| 52   | 50  | Larbre Compétition        | Chevrolet Corvette C6.R     | LM GTE Am  | 4:05.955 | +40.217 | 52   |
| 53   | 62  | CRS Racing                | Ferrari F430 GTE            | LM GTE Am  | 4:07.236 | +41.498 | 53   |
| 54   | 65  | Lotus Jetalliance         | Lotus Evora GTE             | LM GTE Pro | 4:07.465 | +41.727 | 54   |
| 55   | 68  | Robertson Racing LLC      | Ford GT-R Mk. VII           | LM GTE Am  | 4:08.208 | +42.470 | 55   |
| 56   | 64  | Lotus Jetalliance         | Lotus Evora GTE             | LM GTE Pro | 4:12.569 | +46.831 | 56   |

## Wyścig
Źródło: 24h-lemans.com
| Poz. | Klasa     | No  | Zespół                             | Kierowcy                                                         | Nadwozie                             | Opony | Okr. |
| Poz. | Klasa     | No  | Zespół                             | Kierowcy                                                         | Silnik                               | Opony | Okr. |
| ---- | --------- | --- | ---------------------------------- | ---------------------------------------------------------------- | ------------------------------------ | ----- | ---- |
| 1    | LMP1      | 2   | Audi Sport Team Joest              | Marcel Fässler André Lotterer Benoît Tréluyer                    | Audi R18 TDI                         | M     | 355  |
| 1    | LMP1      | 2   | Audi Sport Team Joest              | Marcel Fässler André Lotterer Benoît Tréluyer                    | Audi TDI 3.7 L Turbo V6 (Diesel)     | M     | 355  |
| 2    | LMP1      | 9   | Team Peugeot Total                 | Sébastien Bourdais Simon Pagenaud Pedro Lamy                     | Peugeot 908                          | M     | 355  |
| 2    | LMP1      | 9   | Team Peugeot Total                 | Sébastien Bourdais Simon Pagenaud Pedro Lamy                     | Peugeot HDi 3.7 L Turbo V8 (Diesel)  | M     | 355  |
| 3    | LMP1      | 8   | Peugeot Sport Total                | Stéphane Sarrazin Franck Montagny Nicolas Minassian              | Peugeot 908                          | M     | 353  |
| 3    | LMP1      | 8   | Peugeot Sport Total                | Stéphane Sarrazin Franck Montagny Nicolas Minassian              | Peugeot HDi 3.7 L Turbo V8 (Diesel)  | M     | 353  |
| 4    | LMP1      | 7   | Peugeot Sport Total                | Anthony Davidson Alexander Wurz Marc Gené                        | Peugeot 908                          | M     | 351  |
| 4    | LMP1      | 7   | Peugeot Sport Total                | Anthony Davidson Alexander Wurz Marc Gené                        | Peugeot HDi 3.7 L Turbo V8 (Diesel)  | M     | 351  |
| 5    | LMP1      | 10  | Team Oreca-Matmut                  | Nicolas Lapierre Loïc Duval Olivier Panis                        | Peugeot 908 HDi FAP                  | M     | 339  |
| 5    | LMP1      | 10  | Team Oreca-Matmut                  | Nicolas Lapierre Loïc Duval Olivier Panis                        | Peugeot HDi 5.5 L Turbo V12 (Diesel) | M     | 339  |
| 6    | LMP1      | 12  | Rebellion Racing                   | Nicolas Prost Neel Jani Jeroen Bleekemolen                       | Lola B10/60                          | M     | 338  |
| 6    | LMP1      | 12  | Rebellion Racing                   | Nicolas Prost Neel Jani Jeroen Bleekemolen                       | Toyota RV8KLM 3.4 L V8               | M     | 338  |
| 7    | LMP1      | 22  | Kronos Racing Marc VDS Racing Team | Vanina Ickx Bas Leinders Maxime Martin                           | Lola-Aston Martin B09/60             | M     | 328  |
| 7    | LMP1      | 22  | Kronos Racing Marc VDS Racing Team | Vanina Ickx Bas Leinders Maxime Martin                           | Aston Martin 6.0 L V12               | M     | 328  |
| 8    | LMP2      | 41  | Greaves Motorsport                 | Karim Ojjeh Olivier Lombard Tom Kimber-Smith                     | Zytek Z11SN                          | D     | 326  |
| 8    | LMP2      | 41  | Greaves Motorsport                 | Karim Ojjeh Olivier Lombard Tom Kimber-Smith                     | Nissan VK45DE 4.5 L V8               | D     | 326  |
| 9    | LMP2      | 26  | Signatech Nissan                   | Soheil Ayari Franck Mailleux Lucas Ordóñez                       | Oreca 03                             | D     | 320  |
| 9    | LMP2      | 26  | Signatech Nissan                   | Soheil Ayari Franck Mailleux Lucas Ordóñez                       | Nissan VK45DE 4.5 L V8               | D     | 320  |
| 10   | LMP2      | 33  | Level 5 Motorsports                | Scott Tucker Christophe Bouchut João Barbosa                     | Lola B08/80                          | M     | 319  |
| 10   | LMP2      | 33  | Level 5 Motorsports                | Scott Tucker Christophe Bouchut João Barbosa                     | HPD HR28TT 2.8 L Turbo V6            | M     | 319  |
| 11   | LMGTE Pro | 73  | Corvette Racing                    | Olivier Beretta Tommy Milner Antonio García                      | Corvette C6.R                        | M     | 314  |
| 11   | LMGTE Pro | 73  | Corvette Racing                    | Olivier Beretta Tommy Milner Antonio García                      | Corvette 5.5 L V8                    | M     | 314  |
| 12   | LMP2      | 36  | RML                                | Mike Newton Ben Collins Thomas Erdos                             | HPD ARX-01d                          | D     | 314  |
| 12   | LMP2      | 36  | RML                                | Mike Newton Ben Collins Thomas Erdos                             | HPD HR28TT 2.8 L Turbo V6            | D     | 314  |
| 13   | LMGTE Pro | 51  | AF Corse SRL                       | Giancarlo Fisichella Gianmaria Bruni Toni Vilander               | Ferrari 458 Italia GT2               | M     | 314  |
| 13   | LMGTE Pro | 51  | AF Corse SRL                       | Giancarlo Fisichella Gianmaria Bruni Toni Vilander               | Ferrari 4.5 L V8                     | M     | 314  |
| 14   | LMP2      | 49  | OAK Racing                         | Shinji Nakano Nicolas de Crem Jan Charouz                        | OAK Pescarolo 01                     | D     | 313  |
| 14   | LMP2      | 49  | OAK Racing                         | Shinji Nakano Nicolas de Crem Jan Charouz                        | Judd-BMW HK 3.6 L V8                 | D     | 313  |
| 15   | LMGTE Pro | 56  | BMW Motorsport                     | Andy Priaulx Dirk Müller Joey Hand                               | BMW M3 GT2                           | D     | 313  |
| 15   | LMGTE Pro | 56  | BMW Motorsport                     | Andy Priaulx Dirk Müller Joey Hand                               | BMW 4.0 L V8                         | D     | 313  |
| 16   | LMGTE Pro | 77  | Team Felbermayr-Proton             | Marc Lieb Wolf Henzler Richard Lietz                             | Porsche 997 GT3-RSR                  | M     | 312  |
| 16   | LMGTE Pro | 77  | Team Felbermayr-Proton             | Marc Lieb Wolf Henzler Richard Lietz                             | Porsche 4.0 L Flat-6                 | M     | 312  |
| 17   | LMGTE Pro | 76  | IMSA Performance Matmut            | Raymond Narac Patrick Pilet Nicolas Armindo                      | Porsche 997 GT3-RSR                  | M     | 311  |
| 17   | LMGTE Pro | 76  | IMSA Performance Matmut            | Raymond Narac Patrick Pilet Nicolas Armindo                      | Porsche 4.0 L Flat-6                 | M     | 311  |
| 18   | LMGTE Pro | 80  | Flying Lizard Motorsports          | Jörg Bergmeister Lucas Luhr Patrick Long                         | Porsche 997 GT3-RSR                  | M     | 310  |
| 18   | LMGTE Pro | 80  | Flying Lizard Motorsports          | Jörg Bergmeister Lucas Luhr Patrick Long                         | Porsche 4.0 L Flat-6                 | M     | 310  |
| 19   | LMP2      | 40  | Race Performance                   | Michel Frey Ralph Meichtry Marc Rostan                           | Oreca 03                             | D     | 304  |
| 19   | LMP2      | 40  | Race Performance                   | Michel Frey Ralph Meichtry Marc Rostan                           | Judd-BMW HK 3.6 L V8                 | D     | 304  |
| 20   | LMGTE Am  | 50  | Larbre Compétition                 | Patrick Bornhauser Julien Canal Gabriele Gardel                  | Corvette C6.R                        | M     | 302  |
| 20   | LMGTE Am  | 50  | Larbre Compétition                 | Patrick Bornhauser Julien Canal Gabriele Gardel                  | Corvette 5.5 L V8                    | M     | 302  |
| 21   | LMGTE Am  | 70  | Larbre Compétition                 | Christophe Bourret Pascal Gibon Jean-Philippe Belloc             | Porsche 997 GT3-RSR                  | M     | 301  |
| 21   | LMGTE Am  | 70  | Larbre Compétition                 | Christophe Bourret Pascal Gibon Jean-Philippe Belloc             | Porsche 4.0 L Flat-6                 | M     | 301  |
| 22   | LMGTE Pro | 65  | Lotus Jetalliance                  | Jonathan Hirschi Johnny Mowlem James Rossiter                    | Lotus Evora GTE                      | M     | 295  |
| 22   | LMGTE Pro | 65  | Lotus Jetalliance                  | Jonathan Hirschi Johnny Mowlem James Rossiter                    | Toyota-Cosworth 4.0 L V6             | M     | 295  |
| 23   | LMGTE Pro | 75  | Prospeed Competition               | Marc Goossens Marco Holzer Jaap van Lagen                        | Porsche 997 GT3-RSR                  | M     | 293  |
| 23   | LMGTE Pro | 75  | Prospeed Competition               | Marc Goossens Marco Holzer Jaap van Lagen                        | Porsche 4.0 L Flat-6                 | M     | 293  |
| 24   | LMGTE Pro | 66  | JMW Motorsport                     | Rob Bell Tim Sugden Xavier Maassen                               | Ferrari 458 Italia GT2               | D     | 290  |
| 24   | LMGTE Pro | 66  | JMW Motorsport                     | Rob Bell Tim Sugden Xavier Maassen                               | Ferrari 4.5 L V8                     | D     | 290  |
| 25   | LMP2      | 35  | OAK Racing                         | Frédéric Da Rocha Patrice Lafargue Andrea Barlesi                | OAK Pescarolo 01                     | D     | 288  |
| 25   | LMP2      | 35  | OAK Racing                         | Frédéric Da Rocha Patrice Lafargue Andrea Barlesi                | Judd-BMW HK 3.6 L V8                 | D     | 288  |
| 26   | LMGTE Am  | 68  | Robertson Racing LLC               | David Robertson Andrea Robertson David Murry                     | Ford GT-R Mk. VII                    | M     | 285  |
| 26   | LMGTE Am  | 68  | Robertson Racing LLC               | David Robertson Andrea Robertson David Murry                     | Ford 5.0 L V8                        | M     | 285  |
| 27   | LMGTE Am  | 83  | JMB Racing                         | Manuel Rodrigues Jean-Marc Menahem Nicolas Marroc                | Ferrari F430 GTE                     | D     | 272  |
| 27   | LMGTE Am  | 83  | JMB Racing                         | Manuel Rodrigues Jean-Marc Menahem Nicolas Marroc                | Ferrari 4.0 L V8                     | D     | 272  |
| NS   | LMP2      | 44  | Extrême Limite AM Paris            | Fabien Rosier Philippe Haezebrouck Jean-René de Fournoux         | Norma MP200P                         | D     | 247  |
| NS   | LMP2      | 44  | Extrême Limite AM Paris            | Fabien Rosier Philippe Haezebrouck Jean-René de Fournoux         | Judd-BMW HK 3.6 L V8                 | D     | 247  |
| NU   | LMP1      | 16  | Pescarolo Team                     | Emmanuel Collard Christophe Tinseau Julien Jousse                | Pescarolo 01                         | M     | 305  |
| NU   | LMP1      | 16  | Pescarolo Team                     | Emmanuel Collard Christophe Tinseau Julien Jousse                | Judd GV5 S2 5.0 L V10                | M     | 305  |
| NU   | LMGTE Pro | 55  | BMW Motorsport                     | Augusto Farfus Jörg Müller Dirk Werner                           | BMW M3 GT2                           | D     | 276  |
| NU   | LMGTE Pro | 55  | BMW Motorsport                     | Augusto Farfus Jörg Müller Dirk Werner                           | BMW 4.0 L V8                         | D     | 276  |
| NU   | LMGTE Pro | 74  | Corvette Racing                    | Oliver Gavin Richard Westbrook Jan Magnussen                     | Corvette C6.R                        | M     | 211  |
| NU   | LMGTE Pro | 74  | Corvette Racing                    | Oliver Gavin Richard Westbrook Jan Magnussen                     | Corvette 5.5 L V8                    | M     | 211  |
| NU   | LMGTE Am  | 81  | Flying Lizard Motorsports          | Seth Neiman Darren Law Spencer Pumpelly                          | Porsche 997 GT3-RSR                  | M     | 211  |
| NU   | LMGTE Am  | 81  | Flying Lizard Motorsports          | Seth Neiman Darren Law Spencer Pumpelly                          | Porsche 4.0 L Flat-6                 | M     | 211  |
| NU   | LMP2      | 48  | Team Oreca-Matmut                  | Alexandre Prémat David Hallyday Dominik Kraihamer                | Oreca 03                             | M     | 200  |
| NU   | LMP2      | 48  | Team Oreca-Matmut                  | Alexandre Prémat David Hallyday Dominik Kraihamer                | Nissan VK45DE 4.5 L V8               | M     | 200  |
| NU   | LMGTE Am  | 63  | Proton Competition                 | Horst Felbermayr Jr Horst Felbermayr Sr Christian Ried           | Porsche 997 GT3-RSR                  | M     | 199  |
| NU   | LMGTE Am  | 63  | Proton Competition                 | Horst Felbermayr Jr Horst Felbermayr Sr Christian Ried           | Porsche 4.0 L Flat-6                 | M     | 199  |
| NU   | LMP1      | 13  | Rebellion Racing                   | Andrea Belicchi Jean-Christophe Boullion Guy Smith               | Lola B10/60                          | M     | 190  |
| NU   | LMP1      | 13  | Rebellion Racing                   | Andrea Belicchi Jean-Christophe Boullion Guy Smith               | Toyota RV8KLM 3.4 L V8               | M     | 190  |
| NU   | LMGTE Am  | 61  | AF Corse SRL                       | Piergiuseppe Perazzini Marco Cioci Seán Paul Breslin             | Ferrari F430 GTE                     | M     | 188  |
| NU   | LMGTE Am  | 61  | AF Corse SRL                       | Piergiuseppe Perazzini Marco Cioci Seán Paul Breslin             | Ferrari 4.0 L V8                     | M     | 188  |
| NU   | LMGTE Pro | 59  | Luxury Racing                      | Stéphane Ortelli Frédéric Makowiecki Jaime Melo                  | Ferrari 458 Italia GT2               | M     | 183  |
| NU   | LMGTE Pro | 59  | Luxury Racing                      | Stéphane Ortelli Frédéric Makowiecki Jaime Melo                  | Ferrari 4.5 L V8                     | M     | 183  |
| NU   | LMGTE Pro | 71  | AF Corse                           | Robert Kauffman Michael Waltrip Rui Águas                        | Ferrari 458 Italia GT2               | M     | 178  |
| NU   | LMGTE Pro | 71  | AF Corse                           | Robert Kauffman Michael Waltrip Rui Águas                        | Ferrari 4.5 L V8                     | M     | 178  |
| NU   | LMGTE Pro | 88  | Team Felbermayr-Proton             | Nick Tandy Abd al-Aziz ibn Turki al-Fajsal Al Su’ud Bryce Miller | Porsche 997 GT3-RSR                  | M     | 169  |
| NU   | LMGTE Pro | 88  | Team Felbermayr-Proton             | Nick Tandy Abd al-Aziz ibn Turki al-Fajsal Al Su’ud Bryce Miller | Porsche 4.0 L Flat-6                 | M     | 169  |
| NU   | LMP2      | 42  | Strakka Racing                     | Nick Leventis Danny Watts Jonny Kane                             | HPD ARX-01d                          | M     | 144  |
| NU   | LMP2      | 42  | Strakka Racing                     | Nick Leventis Danny Watts Jonny Kane                             | HPD HR28TT 2.8 L Turbo V6            | M     | 144  |
| NU   | LMGTE Am  | 60  | Gulf AMR Middle East               | Fabien Giroix Roald Goethe Michael Wainright                     | Aston Martin Vantage GT2             | D     | 141  |
| NU   | LMGTE Am  | 60  | Gulf AMR Middle East               | Fabien Giroix Roald Goethe Michael Wainright                     | Aston Martin 4.5 L V8                | D     | 141  |
| NU   | LMP2      | 39  | PeCom Racing                       | Luís Pérez Companc Matías Russo Pierre Kaffer                    | Lola B11/40                          | M     | 139  |
| NU   | LMP2      | 39  | PeCom Racing                       | Luís Pérez Companc Matías Russo Pierre Kaffer                    | Judd-BMW HK 3.6 L V8                 | M     | 139  |
| NU   | LMGTE Pro | 89  | Hankook-Team Farnbacher            | Dominik Farnbacher Allan Simonsen Leh Keen                       | Ferrari 458 Italia GT2               | H     | 137  |
| NU   | LMGTE Pro | 89  | Hankook-Team Farnbacher            | Dominik Farnbacher Allan Simonsen Leh Keen                       | Ferrari 4.5 L V8                     | H     | 137  |
| NU   | LMGTE Pro | 58  | Luxury Racing                      | Anthony Beltoise François Jakubowski Pierre Thiriet              | Ferrari 458 Italia GT2               | M     | 136  |
| NU   | LMGTE Pro | 58  | Luxury Racing                      | Anthony Beltoise François Jakubowski Pierre Thiriet              | Ferrari 4.5 L V8                     | M     | 136  |
| NU   | LMGTE Pro | 64  | Lotus Jetalliance                  | Oskar Slingerland Martin Rich John Hartshorne                    | Lotus Evora GTE                      | M     | 126  |
| NU   | LMGTE Pro | 64  | Lotus Jetalliance                  | Oskar Slingerland Martin Rich John Hartshorne                    | Toyota-Cosworth 4.0 L V6             | M     | 126  |
| NU   | LMGTE Am  | 57  | Krohn Racing                       | Tracy Krohn Nic Jönsson Michele Rugolo                           | Ferrari F430 GTE                     | D     | 123  |
| NU   | LMGTE Am  | 57  | Krohn Racing                       | Tracy Krohn Nic Jönsson Michele Rugolo                           | Ferrari 4.0 L V8                     | D     | 123  |
| NU   | LMP1      | 24  | OAK Racing                         | Richard Hein Jacques Nicolet Jean-François Yvon                  | OAK Pescarolo 01                     | D     | 119  |
| NU   | LMP1      | 24  | OAK Racing                         | Richard Hein Jacques Nicolet Jean-François Yvon                  | Judd DB 3.4 L V8                     | D     | 119  |
| NU   | LMP1      | 1   | Audi Sport Team Joest              | Timo Bernhard Romain Dumas Mike Rockenfeller                     | Audi R18 TDI                         | M     | 116  |
| NU   | LMP1      | 1   | Audi Sport Team Joest              | Timo Bernhard Romain Dumas Mike Rockenfeller                     | Audi TDI 3.7 L Turbo V6 (Diesel)     | M     | 116  |
| NU   | LMP1      | 5   | Hope Racing                        | Steve Zacchia Jan Lammers Casper Elgaard                         | Oreca 01                             | M     | 115  |
| NU   | LMP1      | 5   | Hope Racing                        | Steve Zacchia Jan Lammers Casper Elgaard                         | Swiss HyTech 2.0 L Hybrid Turbo I4   | M     | 115  |
| NU   | LMGTE Am  | 62  | CRS Racing                         | Pierre Ehret Shaun Lynn Roger Wills                              | Ferrari F430 GTE                     | M     | 84   |
| NU   | LMGTE Am  | 62  | CRS Racing                         | Pierre Ehret Shaun Lynn Roger Wills                              | Ferrari 4.0 L V8                     | M     | 84   |
| NU   | LMP1      | 15  | OAK Racing                         | Guillaume Moreau Pierre Ragues Tiago Monteiro                    | OAK Pescarolo 01                     | D     | 80   |
| NU   | LMP1      | 15  | OAK Racing                         | Guillaume Moreau Pierre Ragues Tiago Monteiro                    | Judd DB 3.4 L V8                     | D     | 80   |
| NU   | LMGTE Pro | 79  | Jota                               | Sam Hancock Simon Dolan Chris Buncombe                           | Aston Martin Vantage GT2             | D     | 74   |
| NU   | LMGTE Pro | 79  | Jota                               | Sam Hancock Simon Dolan Chris Buncombe                           | Aston Martin 4.5 L V8                | D     | 74   |
| NU   | LMP1      | 20  | Quifel-ASM Team                    | Miguel Amaral Olivier Pla Warren Hughes                          | Zytek 09SC                           | D     | 48   |
| NU   | LMP1      | 20  | Quifel-ASM Team                    | Miguel Amaral Olivier Pla Warren Hughes                          | Zytek ZG348 3.4 L V8                 | D     | 48   |
| NU   | LMP1      | 3   | Audi Sport North America           | Tom Kristensen Rinaldo Capello Allan McNish                      | Audi R18 TDI                         | M     | 14   |
| NU   | LMP1      | 3   | Audi Sport North America           | Tom Kristensen Rinaldo Capello Allan McNish                      | Audi TDI 3.7 L Turbo V6 (Diesel)     | M     | 14   |
| NU   | LMP1      | 007 | Aston Martin Racing                | Stefan Mücke Darren Turner Christian Klien                       | Aston Martin AMR-One                 | M     | 4    |
| NU   | LMP1      | 007 | Aston Martin Racing                | Stefan Mücke Darren Turner Christian Klien                       | Aston Martin 2.0 L Turbo I6          | M     | 4    |
| NU   | LMP1      | 009 | Aston Martin Racing                | Harold Primat Adrián Fernández Andy Meyrick                      | Aston Martin AMR-One                 | M     | 2    |
| NU   | LMP1      | 009 | Aston Martin Racing                | Harold Primat Adrián Fernández Andy Meyrick                      | Aston Martin 2.0 L Turbo I6          | M     | 2    |